# 좋은책신사고
좋은책신사고는 1990년에 설립된 출판사이다. 설립 당시 명칭은 학진평이었으나 2008년 5월에 좋은책신사고로 명칭을 변경하였다.
현재는 쎈수학, 우공비 등 450여종의 초·중·고 전문 참고서와 교과서를 발행하고 있으며, 아동 단행본, 수학전문 이러닝 등으로 사업을 확장하고 있다.
본사는 서울특별시 강서구 마곡동에 위치하고 있다.

## 연혁
- 1990 도서출판 학진평 설립
- 1991 <서울대 수학>, <연고대 수학> 등 본고사 시리즈 및 영어독해집 출간
- 1992 신사고 시리즈 출간
- 1993 첨삭지도 학습지 <수학/스터디/그룹> 창간
- 1995 (주)좋은책 법인 전환
- 1996 서울대 발전기금 1억원 기부, 서울대 본고사 수학문제 적중
- 1997 국어, 영어, 수학, 사회, 과학 등 50여종의 전과목 참고서 출간. 강남구 대치동으로 본사 이전.
- 2000 신사고 홈페이지 오픈(www.sinsago.co.kr)
- 2001 수학기본서 시리즈 출간
- 2002 전과목 150여종의 참고서 출간
- 2003 랭키닷컴 'Favorite Site' 선정, 출판사 중에서 중고교 참고서 분야 1위
- 2004 <오감도>, <특작> 시리즈 출간
- 2006 학부모가 뽑은 2006교육브랜드대상 고등참고서 부문 대상 수상
- 2007 대한민국교육산업경영인 대상 참고서 부문 수상, <진짜영어>, <우공비>, <수능다큐> 시리즈 출간
- 2008 (주)좋은책신사고 사명변경, 검정교과서 합격(중학교 영어1, 중학교 수학, 고등학교 수학), 우공비Q 시리즈 출간
- 2009 웹어워드코리아 2009 교육서비스 분야 최우수상 수상
- 2010 쎈수학 시리즈 1,000만부 판매 돌파, 쎈수학 이러닝 서비스 개시
- 2011 <개념쎈>, <우공비 초등 자습서> 시리즈 출간, 한국산업의 브랜드파워 교육서비스 1위 수상
- 2012 인정교과서 합격(중학교 수학, 과학), 학부모가 뽑은 2012 교육브랜드대상 참고서/문제집 부문 대상 수상
- 2013 <국쉬원>, <한국사바로가기>, <알수학>, <다트>, <그래머와이즈>, <리딩 익스텐선> 시리즈 등 출간
- 2014 <라이트쎈>, <별VOCA>, <단꿈>, <EXAM> 출간
- 2015 <개념쎈라이트>, <특작>, <오감도 최다문항>, <웰컴 투 그래머>, <리딩 와이즈>, <최상위쎈>, <쎈연산> 출간
- 2016 수학중심 전과목 스마트 학습지 <스마트쎈> 런칭, 고등 국어 입문서 <첫오감도> 시리즈 출간, 마곡 새싹타워 완공 및 사옥 이전
- 2017 초등 전과목 자기주도학습관 <스마트쎈클래스> 런칭

## 사업부문
- 좋은책신사고
- 신사고아카데미
- 좋은책어린이
- 스마트쎈[깨진 링크(과거 내용 찾기)]
- 쎈닷컴(구 신사고피클)
- 쎈수학러닝센터[깨진 링크(과거 내용 찾기)]
- 스마트쎈클래스[깨진 링크(과거 내용 찾기)]
- 신사고하이테크 보관됨 2017-05-18 - 웨이백 머신
- 순득장학재단

## 본점 및 지점 현황
- 본점: 서울특별시 강서구 강서로 463 새싹타워 (마곡동)
- 김포사업장: 경기도 김포시 양촌읍 황금로166번길 5